# Naturforschende Gesellschaft zu Leipzig
Die Naturforschende Gesellschaft zu Leipzig (auch Societas Naturae Scrutatorum Lipsiensis) war eine Vereinigung naturwissenschaftlich interessierter Gelehrter verschiedener Wissensgebiete und der Wissenschaft verbundener Personen.

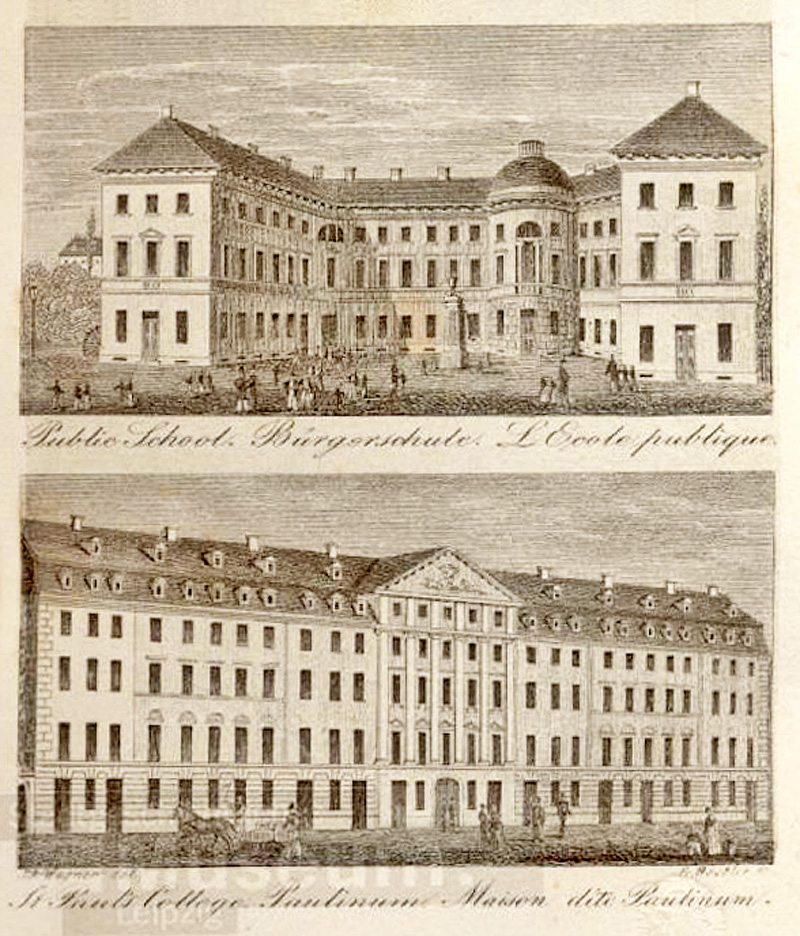
Die I. Bürgerschule und das Paulinum,
die Versammlungsorte der Gesellschaft

## Geschichte
Die Gesellschaft wurde im Oktober 1818 in Leipzig von Gustav Kunze, Ludwig Reichenbach und vier weiteren „nicht dem Gelehrtenstande angehörenden Naturfreunden“ gegründet. Ihre Mitglieder aus den Gebieten Biologie, Geographie und Geologie sowie Mathematik, Physik und Chemie trafen sich monatlich. Es wurden Vorträge gehalten, über die freimütig diskutiert wurde. Es wurden auch naturwissenschaftliche Sammlungen angelegt.
Der Versammlungsort war anfangs die I. Bürgerschule auf den Fundamenten der Moritzbastei. 1861 wurde in das Collegium Paulinum der Universität gewechselt.
Ab 1822 gab die Gesellschaft eigene Schriften heraus, und ab 1874 Sitzungsberichte, die bis 1941 reichen. Damit dürfte auch das Ende der Gesellschaft markiert sein.

## Mitglieder

Flugblatt der Naturforschenden Gesellschaft Leipzig (10 Seiten)

Als prominente Beispiele für Mitglieder der Gesellschaft seien genannt:
- Wilhelm Ambrosius Barth (1790–1851), Buchhändler und Verleger
- Christian August Breiter (1776–1840), Botaniker und Gärtner (Breiters Wintergarten)
- Johann Friedrich Anton Dehne (1787–1856), Apotheker und Naturforscher
- Johann Gottfried Erckel (1767–1833), Kaufmann, Bankier, Baumeister, Ratsherr und Stadthauptmann von Leipzig
- Johann August Otto Gehler (1762–1822), Jurist und Stadtrat
- Eduard Wilhelm Güntz (1800–1880), Arzt und Psychiater
- Hans Caspar Hirzel (1798–1866), Großkaufmann, Mitbegründer der Leipzig-Dresdner Eisenbahn-Compagnie
- Gustav Kunze (1793–1851), Botaniker
- Siegfried August Mahlmann (1771–1826), Schriftsteller und Verleger, Ehrenmitglied der Gesellschaft
- Carl Friedrich Naumann (1797–1873), Geologe und Kristallograph
- Ludwig Reichenbach,  (1793–1879), Zoologe und Botaniker
- Moritz Schreber (1808–1861), Arzt (Schrebergarten)
- Johann Friedrich Schröter (1770–1836), „Universitätszeichenmeister“
- Heinrich Simroth (1851–1917), Zoologe
- Gottfried Tauber (1766–1825), Optiker und Erfinder
- David Leopold Voß (1793–1868), Buchhändler, 1826 Ehrenvorsitzender der Gesellschaft
- Ernst Heinrich Weber (1795–1878), Physiologe und Anatom, (Weber-Fechnersches Gesetz)
- Wilhelm von Zahn (1839–1904), Mathematiker und Physiker, Konrektor der Thomasschule zu Leipzig

## Veröffentlichungen
- Schriften der Naturforschenden Gesellschaft zu Leipzig, ab 1922
- Sitzungsberichte der Naturforschenden Gesellschaft zu Leipzig, 1874–1941